# Allfeld
Allfeld ist ein Ortsteil der Gemeinde Billigheim im Norden Baden-Württembergs.

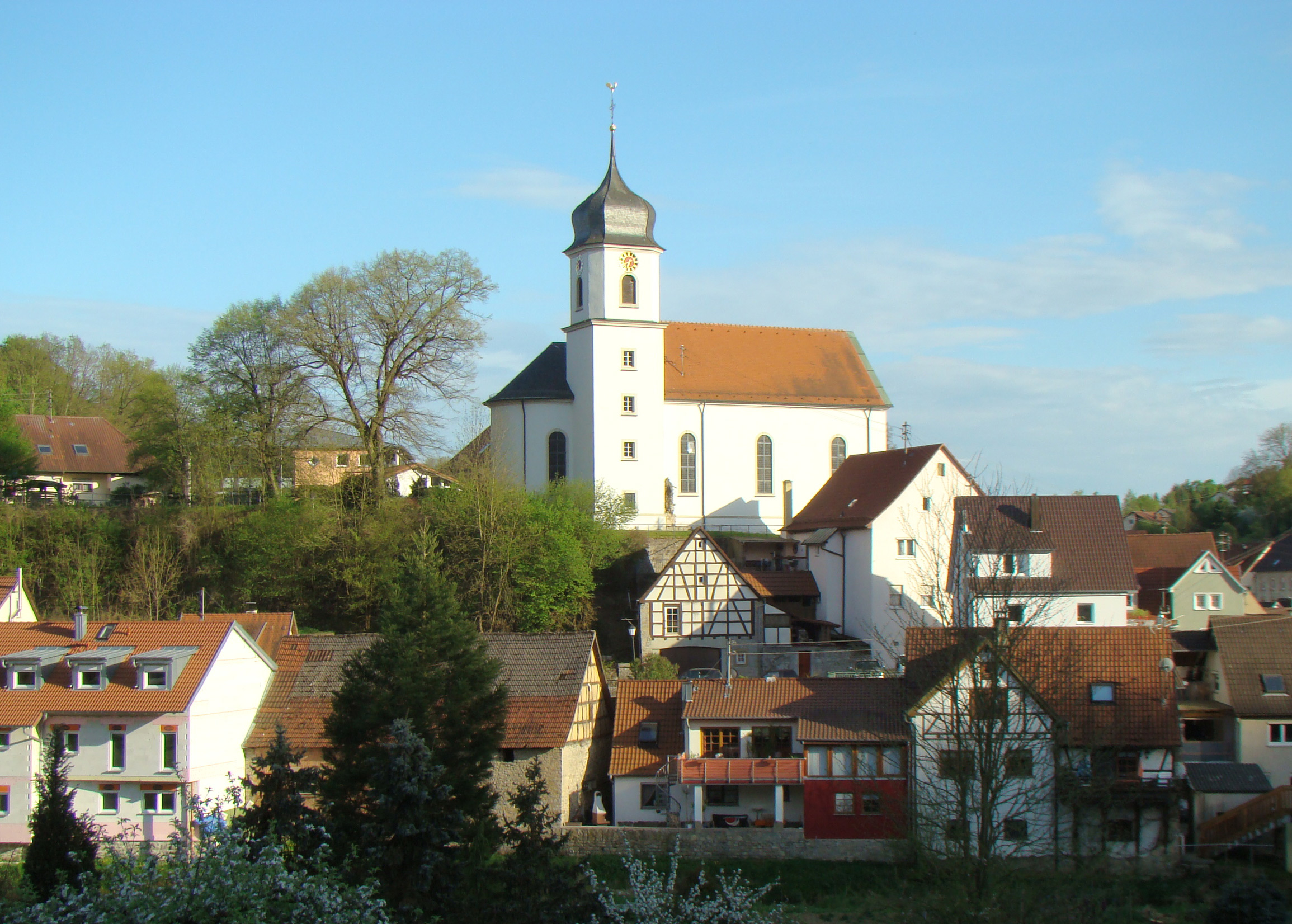
Blick über Allfeld zur Pfarrkirche St. Georg

## Geografie
Allfeld ist der südlichste Ortsteil der Gemeinde Billigheim. Der Ort liegt im Schefflenztal an der Mündung des Sulzbachs in die Schefflenz.
Außerhalb des Siedlungskernes liegen die bereits seit dem Mittelalter besiedelten Höfe: Assulzer Hof, Eichhof, Selbacher Hof, Gänslacher Hof, Unterbichelbacher Hof, Oberbichelbacher Hof und Schopfenhof.
Der Friedhof des Ortes befindet sich ebenfalls außerhalb des Siedlungskerns.

## Geschichte

### Erste Erwähnung und Ortsadel

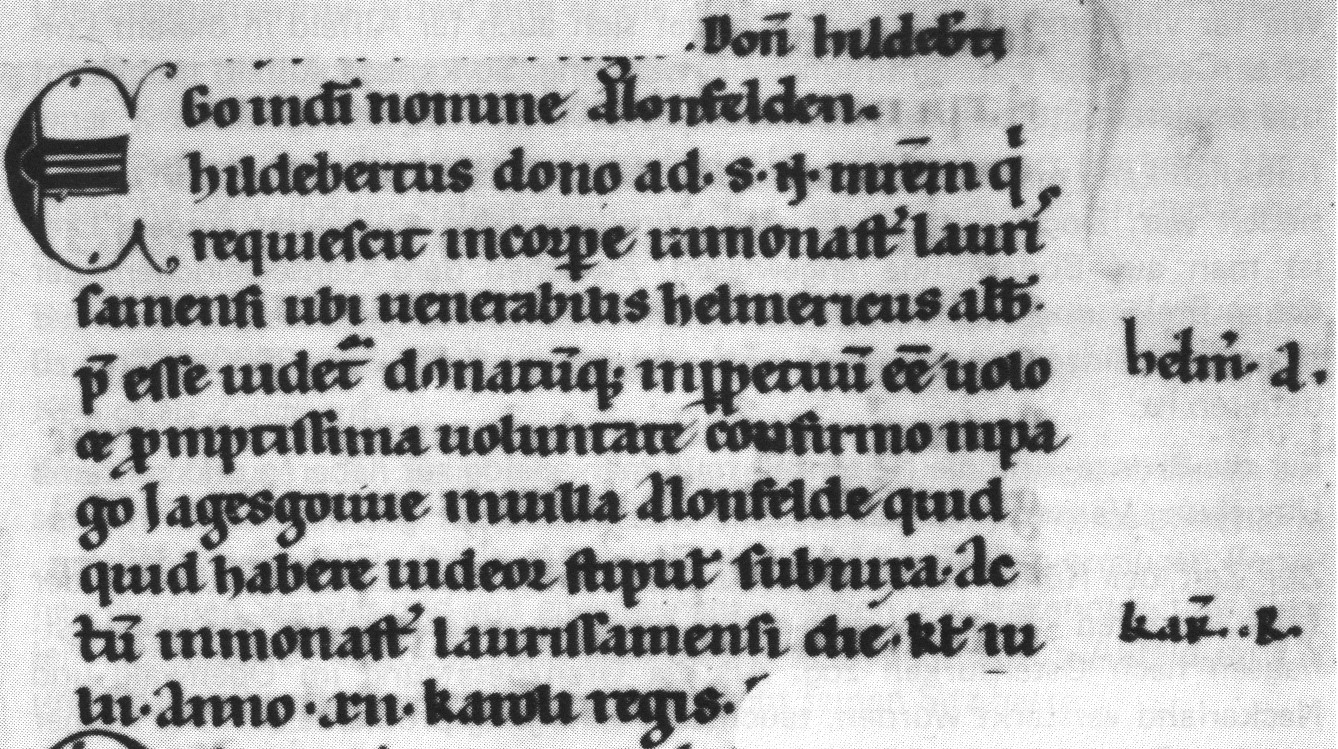
Erste urkundliche Erwähnung im Lorscher Codex

Allfeld wurde erstmals in einer Schenkungsurkunde im Lorscher Codex aus dem Jahr 780 als Alonfelde erwähnt. In anderen Schriftstücken wird der Ort auch unter dem Namen Alenvelt, Alnfelt, Alvelde, Allenfelt, Alvelt und Alenfelt bezeichnet.
In Allfeld befand sich im Mittelalter eine Burg und der Ort gehörte zunächst verschiedenen Edelherren. Um 1250 befand sich der Ort im Besitz der Herren von Dürn. Aus deren Besitz ging Allfeld über an die Grafen von Eberstein.

### Kurmainzische Kellerei
Die Grafen von Eberstein verkauften den Ort am 19. Mai 1358 an Kurmainz.
Kurz darauf erhielt Allfeld das Stadtrecht, verlor dieses allerdings aufgrund der größeren Bedeutung der Stadt Neudenau wenig später wieder.
Der Mainzer Erzbischof verpfändete die Burg Allfeld am 30. November 1359 an Johann von Berlichingen. Nach dessen Tod löste er das Pfand und verpfändete Allfeld erneut am 26. März 1370 an Johann Witstad-Ittlingen.
Zur Allfelder Burgherrschaft gehörten auch die anderen Ortsteile Katzental, Waldmühlbach, ein Drittel von Sulzbach und ab 1361 auch der heutige Hauptort Billigheim.
In der Folgezeit war Allfeld ein kurmainzisches Unteramt, eine sog. Kellerei. Die Herrschaft war jedoch geteilt. Vogteilich gehörte Allfeld zu Kurmainz. Zentmäßig unterstand der Ort allerdings der Kurpfalz und gehörte zur Mosbacher Zent. Die geistliche Herrschaft lag beim Bistum Würzburg.
Allfeld bestand zu dieser Zeit aus zwei Siedlungskernen. Die erste (ältere) Siedlung (Unterallfeld) lag ungefähr 1,5 Kilometer schefflenzabwärts im Bereich des heutigen Friedhofs. Rings um die Burg entstand im Hochmittelalter die heutige Siedlung (Oberallfeld).
Während des Dreißigjährigen Krieges ging die Bevölkerung stark zurück. 1648 lebten in Allfeld nur noch 97 Personen. Ebenfalls im Dreißigjährigen Krieg wurde 1646 die Burg des Ortes zerstört. Reste der Burg blieben bis ins 19. Jahrhundert erhalten. Infolge des Krieges gaben die Bewohner Unterallfeld auf und siedelten sich am Fuße des Schlossbergs unterhalb der zerstörten Burg an.
Um 1700 ging der Sitz des Kellers von Allfeld nach Billigheim über. Bis 1803 gehörte Allfeld dann zur Kurmainzischen Kellerei Billigheim.

### Eigenständige Gemeinde

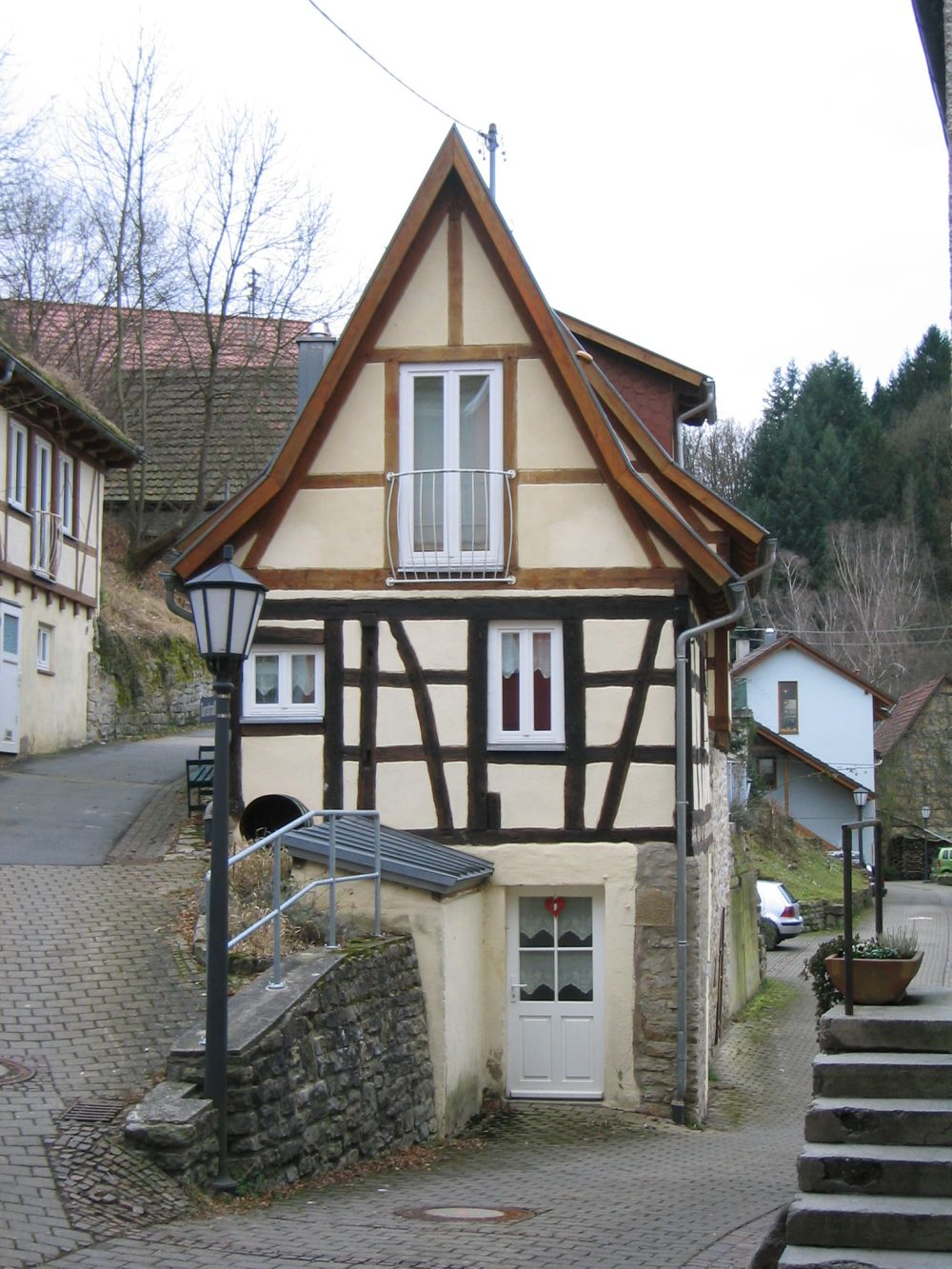
Fachwerkhaus im Ortskern

Nach einer kurzen Herrschaft der Leininger Fürsten fiel Allfeld 1806 an das Großherzogtum Baden.
Die Gemeinde Allfeld war fast ausschließlich landwirtschaftlich orientiert, doch konnten immer weniger Menschen von der Landwirtschaft leben. Dies führte zur Abwanderung vieler Bewohner in die Industriegebiete (z. B. Mannheim) oder ins Ausland.
Am 1. April 1935 wurde Bernbrunn in die Gemeinde Allfeld eingegliedert. Im Zweiten Weltkrieg wurde Allfeld nach kurzen Kämpfen am Ostertag (1. April) 1945 von amerikanischen Truppen besetzt.
Nach einem Bürgerentscheid wurde Bernbrunn am 1. April 1962 wieder von Allfeld getrennt und nach Höchstberg eingegliedert.

### Gemeindereform
Am 1. Januar 1974 erfolgte die Vereinigung mit Billigheim und Katzental zur neuen Gemeinde Billigheim.

### Einwohnerentwicklung
| Jahr | Einwohnerzahl |        |
| ---- | ------------- | ------ |
| 1819 | 650           | [ 8 ]  |
| 1894 | 850           | [ 9 ]  |
| 1925 | 793           | [ 5 ]  |
| 1933 | 836           | [ 5 ]  |
| 1939 | 809           | [ 5 ]  |
| 1945 | 867           | [ 10 ] |
| 1950 | 1169          | [ 11 ] |
| 1961 | 1010          | [ 7 ]  |
| 1963 | 1117          | [ 11 ] |
| 1970 | 1177          | [ 7 ]  |
| 1973 | 1264          | [ 11 ] |
| 1980 | 1230          | [ 11 ] |
| 2007 | 1254          | [ 12 ] |
| 2020 | 5987          | [ 12 ] |

## Sehenswürdigkeiten
Auf einer Anhöhe oberhalb der Ortsmitte befindet sich die katholische Pfarrkirche St. Georg aus dem Jahr 1743. Die Kirche weist eine reiche barocke Ausstattung mit drei Altären, Kanzel und farblich abgestimmter Orgel auf. Der Hauptaltar in der Apsis zeigt ein großformatiges Ölgemälde des Hl. Georg im Kampf mit dem Drachen. Das Rathaus des Ortes wurde 1931 errichtet.
Etwas außerhalb des Ortes in Richtung Neudenau befindet sich beim Friedhof die St.-Anna-Kapelle.

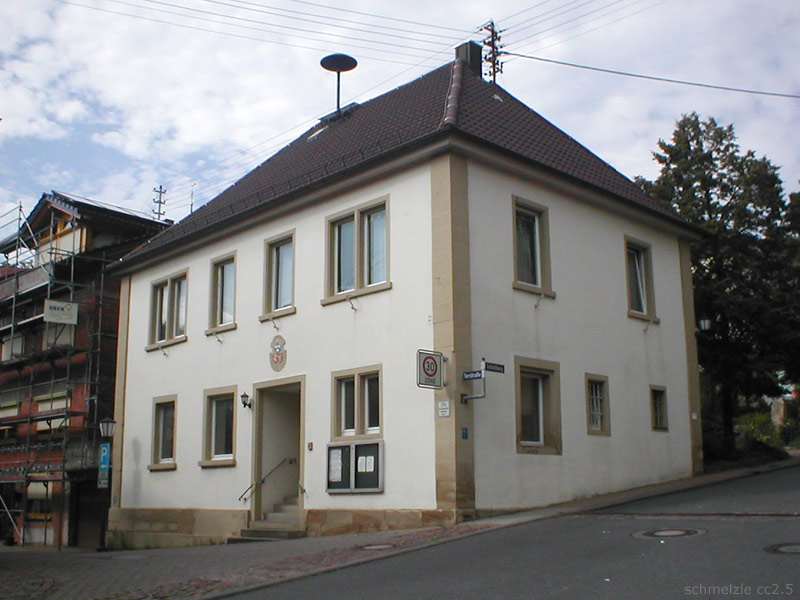
Rathaus
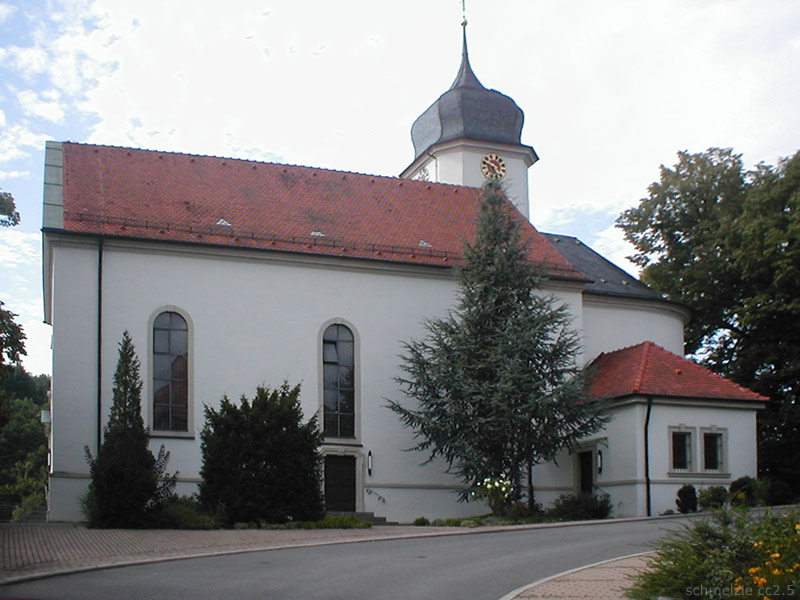
Kath. Kirche
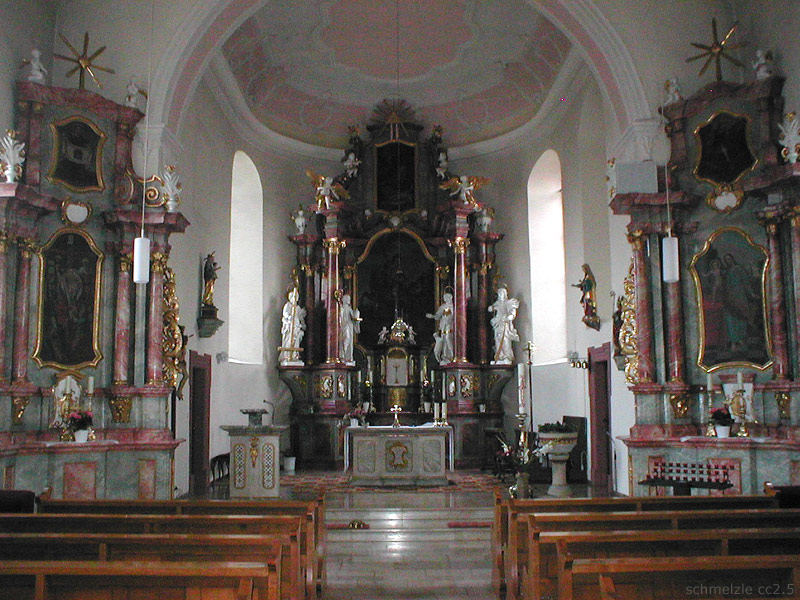
Kath. Kirche, Innenraum

## Wappen
Das heutige Ortswappen wird seit 1904 genutzt.
Es ist das Familienwappen des Dieter von Obrigheim, eines Dienstmannes der Grafen von Eberstein, der im 14. Jahrhundert die Burg von Allfeld bewohnte.